# Scott Bakula
Scott Stewart Bakula (San Luis, Misuri, 9 de octubre de 1954) es un actor de cine y televisión estadounidense. Es conocido sobre todo por su papel protagonista en dos series de ciencia ficción para la televisión: Quantum Leap y Star Trek: Enterprise. También fue coprotagonista en una corta serie de televisión llamada El Señor y la Señora Smith (CBS, 1996, no tiene relación con la película de cine de 2005, producida por la casa productora de su propiedad) y tuvo un rol recurrente en Murphy Brown, Designing Women, The New Adventures of Old Christine o Roseanne. En 2013 fue nominado a un EMMY como Mejor Actor Secundario de Miniserie o Película por la película Behind the Candelabra.
Bakula apareció en The Informant!, película de 2009 como Brian Shepard, un agente del FBI que trabaja con el personaje principal, Mark Whitacre, (interpretado por Matt Damon). En abril de 2009 comenzó un papel recurrente en la serie de televisión Chuck como Stephen Bartowski, el padre perdido hace mucho tiempo del personaje del mismo nombre. Desde el 31 de julio al 2 de agosto de 2009, interpretó a Nathan Detroit en tres actuaciones de Guys and Dolls en el Hollywood Bowl. A partir de diciembre de 2009, Bakula comenzó a aparecer como Terry, uno de los tres personajes principales, junto con Ray Romano (Joe) y Andre Braugher (Owen), en la teleserie Men of a Certain Age. En 2011 realizó un cameo de voz en una película como un guiño a su personaje en Quantum Leap, con su eslogan de "Oh boy!" y apareció en el largometraje documental The Captains, que fue escrita y dirigida por William Shatner. Bakula es entrevistado por el capitán original de Star Trek sobre su vida y su carrera que llevan a sus actuaciones como el capitán Jonathan Archer en Star Trek: Enterprise. En la película, Shatner entrevista a Bakula en su rancho en California, donde ambos pasean en caballo y discuten los peligros asociados con una carrera en la televisión.
En septiembre de 2011, Bakula protagonizó Pésimos Consejos de Saul Rubinek en la Menier Chocolate Factory. En abril de 2012 fue estrella invitada en los últimos cinco episodios de Desperate Housewives como abogado de defensa criminal de Bree Van de Kamp y su tercer marido. En abril de 2013 hizo una aparición especial en Dos hombres y medio como vendedor de automóviles.[cita requerida]
También ha participado en películas como American Beauty, Mercy Mission, Roughness necessary, Luminarias, entre otras.
Comenzó a actuar en 1976 con la obra de teatro "Romance, Romance". También en teatro amateur personificó a "Don Quijote" en "El hombre de La Mancha". En 1995 colaboró en una representación de "Anyone can whistle" junto con Bernadette Peters representar al Dr. Hapgood.

## Filmografía
- I-Man (1986)
- My Sister Sam (1 episodio, 1986)
- Designing Women (1986-1988)
- Matlock (2 episodios, 1987)
- Eisenhower and Lutz (1988)
- Viajeros del tiempo (1989-1993)
- Necessary Roughness (1991)
- Mercy Mission: The Rescue of Flight 771 (1993)
- Color of Night (1994)
- Murphy Brown (14 episodios 1994-1996)
- The Invaders (1995)
- Lord of Illusions (1995)
- My family (1995)
- The Bachelor's Baby (1996)
- Mr. & Mrs. Smith (1996)
- Cats Don't Dance (1997)
- Major League: Back to the Minors (1998)
- NetForce (1999)
- American Beauty (1999)
- Above Suspicion (2000)
- Papa's Angels (2000)
- Life as a House (2001)
- What Girls Learn (2001)
- Star Trek: Enterprise (2001-2005)
- The New Adventures of Old Christine (2 episodios, 2006)
- Blue Smoke (2007)
- American Body Shop (1 episodio, 2007)
- Boston Legal (1 episodio, 2008)
- Tracey Ullman's State of the Union (5 episodios, 2008)
- Chuck (4 episodios, 2009)
- The Informant! (2009)
- Men of a Certain Age (2009)
- Behind the Candelabra (2013)
- Looking (recurrente, 2014)
- NCIS: New Orleans (protagonista, 2014-2021)